# محمد بن يوسف
محمد بن يوسف، باسمه الكامل محمد بن يوسف بن إبراهيم التركي، ولد عام 1848 وتوفي عام 1939، هو علم دين تونسي حنفي.

## سيرة شخصية
ولد جده في عائلة تركية الأصل، وخدم في صفوف الميليشيات العثمانية في تونس. تابع دراسته في الزيتونة. في عام 1882، أصبح مدرسًا من الدرجة الثانية ثم الدرجة الأولى في عام 1894.
انضم إلى إدارة الحبوس عام 1885: تولى مهام المفتش عام 1894 وسكرتير عام 1896 وعضو مجلس إدارته عام 1901. في عام 1913، تم تعيينه مفتيًا للحنفية بتونس. وفي عام 1932، إمام مسجد حمودة باشا. بعد إقالة أحمد بيرم، شغل منصب شيخ الإسلام للبلاد من عام 1932 حتى وفاته. محمد الطيب بيرم خلفه في هذا المنصب.

## مذكرات و مراجع
1. 1 2  أرنولد جرين، العلماء التونسيون. 1873-1915. البنية الاجتماعية والاستجابة للتيارات الإيديولوجية، أرشيف إد. بريل، Leyde 1978، ص. 265